# Ngộ độc methanol
Ngộ độc methanol hay ngộ độc rượu gỗ là việc ngộ độc do sử dụng methanol. Các triệu chứng có thể bao gồm giảm mức độ ý thức, phối hợp kém, nôn mửa, đau bụng và hơi thở có mùi đặc biệt. Suy giảm thị lực có thể bắt đầu sớm nhất là mười hai giờ sau khi tiếp xúc. Kết quả lâu dài có thể bao gồm mù và suy thận. Độc tính và tử vong có thể xảy ra ngay cả sau khi uống một lượng nhỏ.
Ngộ độc methanol thường xảy ra nhất sau khi uống nước rửa kính chắn gió. Điều này có thể là vô tình hoặc được thực hiện có chủ đích trong nỗ lực tự tử. Độc tính cũng có thể hiếm khi xảy ra khi tiếp xúc với da hoặc hít phải khói. Khi cơ thể phân hủy methanol, nó sẽ tạo thành formaldehyd, axit formic và formate gây ra nhiều độc tính. Chẩn đoán có thể bị nghi ngờ khi có nhiễm toan hoặc tăng khoảng cách osmol và được xác nhận bằng cách đo trực tiếp nồng độ trong máu. Các điều kiện khác có thể tạo ra các triệu chứng tương tự bao gồm nhiễm trùng, tiếp xúc với rượu độc khác, hội chứng serotonin và nhiễm toan đái tháo đường.
Điều trị sớm làm tăng cơ hội có kết quả tốt. Điều trị bao gồm ổn định người bệnh, sau đó là sử dụng thuốc giải độc. Thuốc giải độc được ưu tiên là fomepizole, với ethanol được sử dụng nếu không có sẵn. Thẩm tách máu cũng có thể được sử dụng ở những nơi có tổn thương nội tạng hoặc mức độ nhiễm toan cao. Các phương pháp điều trị khác có thể bao gồm natri bicarbonat, folate và thiamine.
Bùng phát bệnh đã xảy ra do ô nhiễm của việc uống rượu. Điều này là phổ biến hơn ở các nước đang phát triển. Trong năm 2013, hơn 1700 trường hợp ngộ độc đã xảy ra ở Hoa Kỳ. Những người bị ảnh hưởng thường là người lớn và là nam giới. Kết quả có thể tốt với điều trị sớm. [1] Ca ngộ độc methanol đã được mô tả sớm nhất là vào năm 1856.